# Římskokatolická farnost Soběnov
Římskokatolická farnost Soběnov je územním společenstvím římských katolíků v rámci českokrumlovského vikariátu českobudějovické diecéze.

## O farnosti

### Historie
V roce 1359 je v Soběnově doložena plebánie. V roce 1423 husité upálili místního faráře.

### Současnost
Farnost je spravována ex currendo z Velešína.
| Kostel              | Místo   | Bohoslužba    | Bohoslužba  | Poznámka     |
| ------------------- | ------- | ------------- | ----------- | ------------ |
| Kostel sv. Mikuláše | Soběnov | neděle středa | 11.15 17.00 | farní kostel |